# David McKiernan
David McKiernan est un général américain né le 11 décembre 1950. 
Il est entré dans l'armée en 1972. Il a occupé divers postes en Europe, en Corée et dans l'Asie du Sud-ouest. Il a ainsi participé aux opérations en Bosnie et a été commandant des forces terrestres pendant la troisième guerre du Golfe (2003) . Ses principaux commandements ont été :
- le 1er bataillon du 35e régiment blindé de la 3e division blindée de 1988 à 1990[1].
- la 1re brigade de la 1re division de cavalerie de 1993 à 1995[1].
- la 1re division de cavalerie de 1999 à 2001[1].
- la 3e armée de 2002 à 2004[1].
- les forces américaines en Europe de décembre 2006 à mai 2008[1].
- la Force Internationale d'Assistance et de Sécurité (F.I.A.S.) en Afghanistan du 2 juin 2008 au 15 juin 2009.

Son passage à la tête de la F.I.A.S. correspond au lancement de quelques grandes opérations dans le sud du pays comme Eagle's Summit (27 août - 5 septembre 2008). Cependant, cette même période correspond aussi à une nette expansion de la guérilla qui se trouve en mesure d'infliger ses premières défaites à la Coalition comme celle de la bataille de Wanat (13 juillet 2008).